# كلوديا ويبي
كلوديا نعومي ويبي (بالإنجليزية Claudia Webbe) سياسية في حزب العمال البريطاني وهي عضو في البرلمان عن دائرة ليستر ايست. تم انتخابها في الانتخابات العامة للمملكة المتحدة لعام 2019. كانت سابقا عضو مجلس وعضوًا في مجلس الوزراء للطاقة والبيئة والنقل في لندن بورو في إيسلينجتون،
وكانت عضوًا في اللجنة التنفيذية الوطنية لحزب العمال من 2016 إلى 2019.

## النشأة والتعليم
ولدت ويبي وترعرعت في ليستر، ولديها افراد من الاسرة يعيشون في ضمن دائرتها الانتخابية. درست العلوم الاجتماعية في جامعة دي مونتفورت في ليستر، ثم فيما بعد ماجستير في العرق والعلاقات العرقية في كلية بيركبيك -جامعة لندن. بعد ان شاركت ويبي في تطوير وحدة خدمات شرطة العاصمة في منتصف التسعينات، عملت كرئيسا للوحدة، وهي وحدة أنشأت بمبادرة يقودها المجتمع لمعالجة جرائم القتل المتعلقة بالسلاح التي تؤثر بشكل غير متناسب على المجتمعات السوداء.

## الحياة السياسية
كانت ويبي مديرة السياسات ومستشارة عمدة لندن، كين ليفينغستون، كانت ويبي مسؤولة عن الثقافة، الاستراتيجية الثقافية، الرياضة، والسياحة وعضوا في حملته الانتخابية في عام 2000و عام 2004.
كتبت ويبي عن ليفينغستون عندما في 2006 أدين من قبل مجلس المعايير في إنجلترا لهيئة التحكيم بشأن اضعاف سمعة مكتبه وإيقافه عن منصبه لمدة أربعة اسابيع.
قالت ويبي:«لقد عملت مع كين في العديد من المنظمات والحملات المناهضة للعنصرية بما في ذلك التحالف المناهض للعنصرية، والجمعية الوطنية لمناهضة العنصرية، وبينما كان مديرا لمجلس ويستمنستر لسباق العرق، تناول القضايا التي أحيلت اليها الدعم.تاريخ عمله في الحركة المناهضة للعنصرية أمر لا جدال فيه.»  ألغت المحكمة العليا تعليق ليفينغستون في وقت لاحق.
تم انتخابها لمجلس Islington London Borough في عام 2010 كجزء من الاغلبية العمالية التي تسيطر على المجلس، وتمثل جناح بونهيل، وأعيد انتخابها في 2014، و2018.خدمت كعضو تنفيذي للمجلس للبيئة والنقل.
في عام 2016، تم انتخاب ويبي في اللجنة التنفيذية الوطنية لحزب العمال (NEC)، واحتل المركز الثالث في الإقتراع مع 92.377 صوتا. وهي من انصار جيريمي كوربين.
في عام 2018، تم ادراج ويبي في القائمة المختصرة لتصبح مرشحة العمال في انتخابات لويشام الشرقية الفرعية ،[بحاجة لمصدر] لكنه احتل المركز الثالث في التصويت بين أعضاء الحزب المحليين ولم يتم اختياره.في يوليو 2018، تم انتخابها رئيسة في NEC للجنة المنازعات.

## الحياة الشخصية
ارتبطت ويبي بالمغني والموسيقي سايمون ويبي

## وصلات خارجية
- كلوديا ويبي على موقع IMDb (الإنجليزية)